# Good Feeling
Good Feeling — перший студійний альбом шотландського рок-гурту Travis, виданий 26 вересня 1997 року.

## Композиції
| #     | Назва                               | Тривалість |
| ----- | ----------------------------------- | ---------- |
| 1.    | «All I Want to Do Is Rock»          | 3:52       |
| 2.    | «U16 Girls»                         | 4:00       |
| 3.    | «The Line Is Fine»                  | 4:04       |
| 4.    | «Good Day to Die»                   | 3:17       |
| 5.    | «Good Feeling»                      | 3:24       |
| 6.    | «Midsummer Nights DreaminШаблон:'-» | 3:54       |
| 7.    | «Tied to the 90's»                  | 3:08       |
| 8.    | «I Love You Anyways»                | 5:30       |
| 9.    | «Happy»                             | 4:15       |
| 10.   | «More Than Us»                      | 3:56       |
| 11.   | «Falling Down»                      | 4:17       |
| 12.   | «Funny Thing»                       | 5:22       |
| 49:05 |                                     |            |

## Учасники запису
- Френсіс Хілі — вокал, гітара
- Енді Данлоп — гітара
- Дугі Пейн — бас-гітара
- Нейл Прімроуз — ударні
- Пейдж Макконнелл — клавішні

## Сертифікації
| Регіон                                                      | Сертифікація | Продажі |
| ----------------------------------------------------------- | ------------ | ------- |
| Велика Британія (BPI)                                       | Платиновий   | 300 000 |
| продажі+прослуховування, що базуються лише на сертифікаціях |              |         |